# Марк Гораций Пульвилл (консул 507 года до н. э.)
Марк Гораций Пульвилл (лат. Marcus Horatius Pulvillus) — один из основателей Римской республики, консул в 509 и 507 годах до н. э.

## Биография
Марк Гораций Пульвилл происходил из патрицианского рода Горациев. Он считался потомком одного из легендарных братьев-близнецов Горациев — Публия Горация.
Согласно Дионисию Галикарнасскому, Марк Гораций сыграл важную роль в свержении последнего римского царя Тарквиния Гордого. В 509 году до н. э. Гораций отправился с Тарквинием на войну с ардеатами. Когда в Риме началось восстание, царь оставил в военном лагере вместо себя Горация и Тита Герминия, а сам отправился в Рим. Но в город его не пустили, а Гораций и Герминий, получившие известия от восставших, отказались пустить его и в лагерь. После этого они заключили с ардеатами перемирие на 15 лет и вернулись с войском в Рим.
В том же году погиб в бою консул Луций Юний Брут, а через несколько дней умер и заменивший его Спурий Лукреций Триципитин. Марк Гораций Пульвилл стал новым консулом-суффектом.
По жребию Горацию выпало освящать храм Юпитера Капитолийского, а его коллеге Публиколе — воевать с Вейями. Но родственники Публия Валерия были недовольны тем, что освящение храма было поручено Горацию. Для того, чтобы помешать ему, они во время церемонии сообщили консулу о том, что умер его сын. Но Гораций довёл церемонию до конца.

Оборона Рима от Порсенны

В 507 г. до н. э. Марк Гораций стал консулом во второй раз, а его коллегой опять был Публий Валерий Публикола. В том же году против Рима объявил войну царь Клузия Ларс Порсена, поддержавший изгнанного Тарквиния. В ответ консулы ради сплочения народа перед лицом врага отменили налоги с малоимущих. Также под контроль была взята продажа соли. Собрав армию, консулы укрепили холм Яникул. Но армия была разбита и бежала в Рим. Противник не смог ворваться в город благодаря племяннику Марка Горация — Публию Горацию Коклесу, который удерживал мост через Тибр, пока его не разрушили, а сам после этого переплыл реку в доспехах.
Порсена осадил Рим и разорил его окрестности. Радикально изменилась ситуация после подвига Гая Муция Сцеволы. Он пытался убить Порсену, но это предприятие не удалось. Его мужество под пытками столь изумило Порсену, что тот отказался от замысла взять Рим, ограничился заложниками и отступил. В качестве заложников отдали своих детей и оба консула: Марк Гораций — сына, а Публий Валерий — дочь.
Год смерти Марка Горация неизвестен.